# Лауритенас, Альгирдас Адамо
Альгирдас Адамо Лауритенас (5 ноября 1932, Каунас, Литовская республика — 7 августа 2001, Каунас, Литва) — советский баскетболист, серебряный призёр Олимпийских игр. Мастер спорта СССР (1953).

## Карьера
На Олимпиаде 1956 года в составе сборной СССР сыграл 7 матчей и стал обладателем серебряной медали.

## Награды
- Орден «Знак Почёта» (27.04.1957) — «за успехи, достигнутые в деле развития массового физкультурного движения в стране, повышения мастерства советских спортсменов, и успешное выступление на международных соревнованиях»